# Hers-Mort

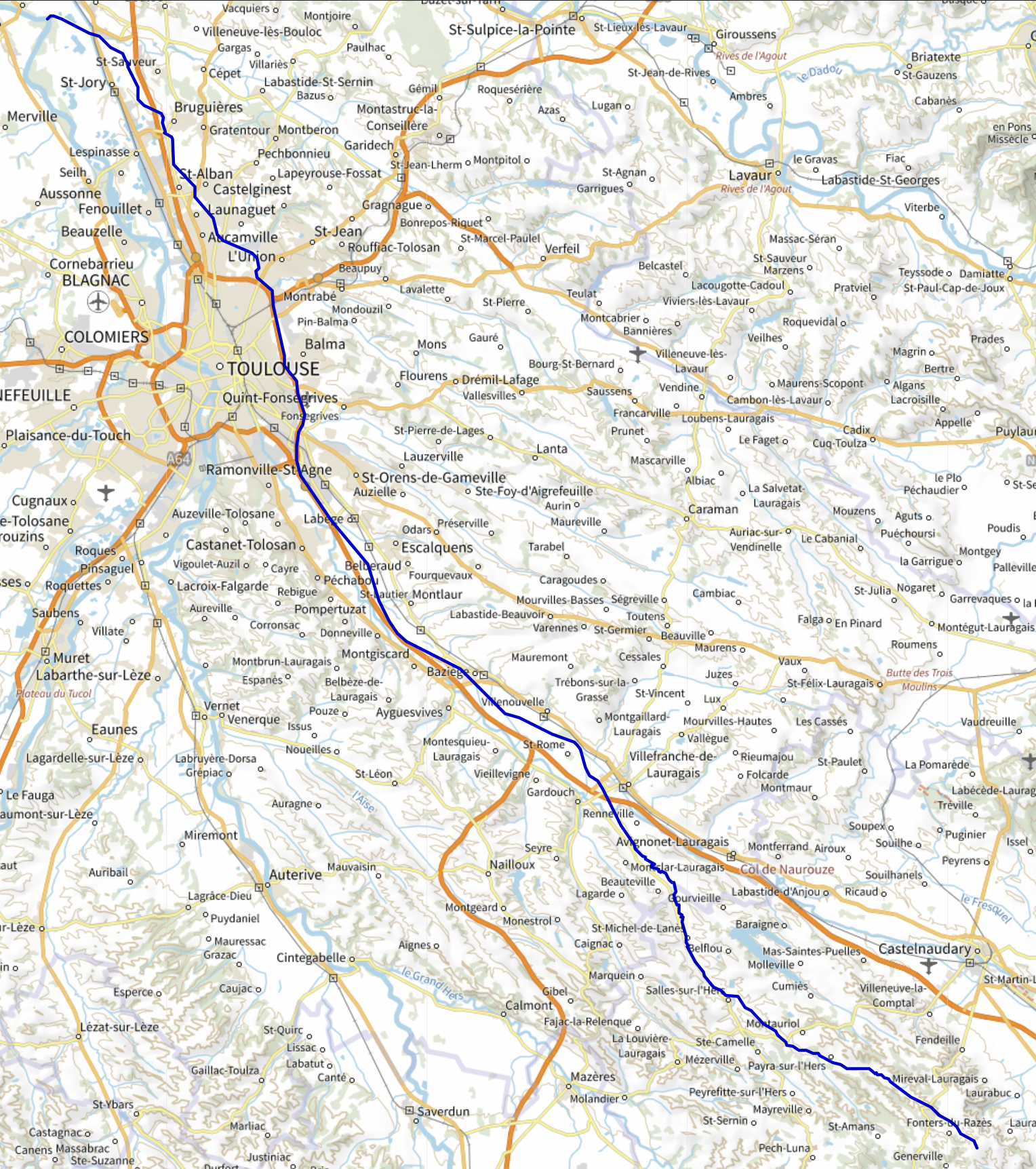
De loop van de Hers-Mort

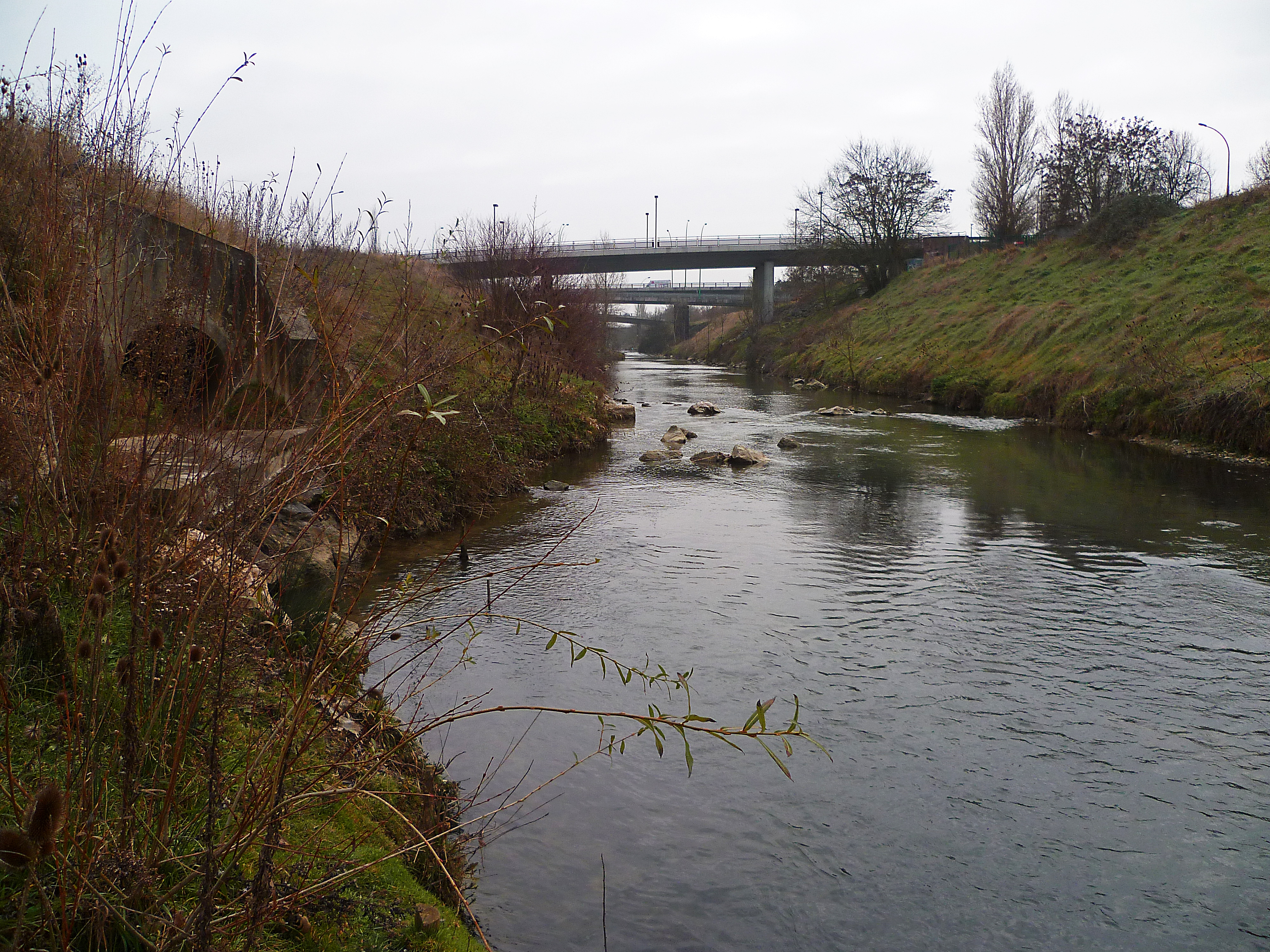
De Hers-Mort bij Toulouse

De Hers-Mort is een 89,3 kilometer lange zijrivier van de Garonne in de Franse departementen Aude en Haute-Garonne, in het zuidwesten van het land. Ze ontspringt in de buurt van het dorp Fonters-du-Razès in de Lauragais-streek en kruist ter hoogte van Villefranche-de-Lauragais met het Canal du Midi middels een aquaduct. De Hers-Mort stroomt langs de oostrand van Toulouse, waarna de Girou zich bij de Hers voegt. Op de grens van de gemeenten Castelnau-d'Estrétefonds, Ondes en Grenade mondt de Hers-Mort uit in de Garonne.
De naam ('dode Hers') is een verwijzing naar de trage stroming op de rivier en staat in contrast met de sneller stromende Hers-Vif ('levende Hers') verder zuidwaarts. De rivier wordt ook wel Petit-Hers genoemd. De Hers-Mort werd vanaf de 18e eeuw gekanaliseerd en stond lange tijd bekend om zijn gevaarlijke overstromingen. Na 1972 zijn er geen overstromingen meer geweest.